# سفرای کبار
سفرای کبار (به انگلیسی: The Ambassadors) نام یک کتاب ادبی است که توسط هنری جیمز، نویسندهٔ اهل ایالات متحده آمریکا نوشته شده‌است.